# Mikael Fredriksson
Mikael Fredriksson, född 15 oktober 1990 i Lindesberg, är en svensk handikappidrottare inom simning. Han föddes med funktionshindret AMC (Arthogryposis multiplex congenita) som på latin betyder "många böjda stela leder". Det kan ta form på många olika sätt. Fredriksson kan gå, men saknar bicepsmuskler och har för korta hälsenor. Han har även stela knäleder som gör att han kan böja knät i max 90 grader.
Fredriksson tävlar för Örebro Simallians. Han innehade 2012 12 svenska rekord på distanserna 50 m frisim, 50 m ryggsim, 50 m bröstsim 100 bröstsim, 200 bröstsim, 50 m fjärilsim, 100 m ryggsim, 100 m fjärilsim, 75 medley, 100 medley, 150 medley, 200 m medley.
Där hans 2.34.28 även är världsrekordet på 100 meter medley.
Mikael Fredriksson innehar också en del medaljer från stora mästerskap. Från EM 2009 har han ett silver på 50 meter fjärilsim och ett brons på 50 meter ryggsim. Från VM 2009 har han ett guld på 50 meter ryggsim och ett silver på 150 meter medley. Han har genomfört fyra Vansbrosim åren 2006, 2007, 2008, 2009. Under 2009 och 2011 tog han medalj i alla tävlingar han ställde upp i. Han deltog i Paralympiska sommarspelen 2012.